# Ardea melanocephala
Ardea melanocephala là một loài chim trong họ Diệc.
Loài này phổ biến trên khắp châu Phi cận Sahara và Madagascar. Chúng chủ yếu định cư, nhưng một số loài chim Tây Phi di chuyển xa hơn về phía bắc trong mùa mưa.
Loài này thường sinh sản vào mùa mưa trong các quần thể trên cây, sậy hoặc vách đá. Chúng xây dựng một tổ bằng cành cây và mỗi tổ có 2-4 quả trứng.
Chúng thường kiếm ăn ở vùng nước nông, bắt cá hoặc ếch bằng mỏ dài và sắc nhọn. Chúng cũng săn mồi cách xa nước, bắt những con côn trùng lớn, động vật có vú nhỏ và chim. Chúng đứng bất động chờ đợi con mồi, hoặc từ từ rình rập nạn nhân.
Loài diệc đầu đen là một con chim lớn, cao 85 cm và nó có sải cánh 150 cm.